# 卡爾西厄姆 (紐約州)
卡爾西厄姆（英語：Calcium）是位於美國紐約州傑佛遜縣的普查規定居民點。

## 人口
根據2020年美國人口普查的數據，卡爾西厄姆的面積為14.53平方千米，當中陸地面積為14.52平方千米，而水域面積為0.01平方千米。當地共有人口3573人，而人口密度為每平方千米245.91人。